# Grammy Award for Best Rock Gospel Album
Der Grammy Award for Best Rock Gospel Album, auf Deutsch „Grammy-Auszeichnung für das beste Rock Gospel Album“, ist ein Musikpreis, der von 1991 bis 2011 von der amerikanischen Recording Academy im Bereich der Gospelmusik verliehen wurde.

## Geschichte und Hintergrund
Die seit 1959 verliehenen Grammy Awards werden jährlich in zahlreichen Kategorien von der Recording Academy in den Vereinigten Staaten vergeben, um künstlerische Leistung, technische Kompetenz und hervorragende Gesamtleistung ohne Rücksicht auf die Album-Verkäufe oder Chart-Position zu würdigen.
Eine dieser Kategorien ist der Grammy Award for Best Rock Gospel Album. Der Preis wurde von 1991 bis 2011 vergeben. Er hieß von 1991 bis 1993 Grammy Award for Best Rock/Contemporary Gospel Album und von 2007 bis 2011 Grammy Award for Best Rock or Rap Gospel Album.
Die Auszeichnung wurde ab 2012 im Rahmen einer umfassenden Überarbeitung der Grammy-Kategorien eingestellt. Seit 2012 werden Rock Gospel-Aufnahmen in den Kategorien Grammy Award for Best Contemporary Christian Music Album oder Grammy Award for Best Gospel Album ausgezeichnet.

## Gewinner und Nominierte
| Jahr | Gewinner          | Nationalität       | Werk                       | Nominierte | Bild des/der Gewinner(s) |
| ---- | ----------------- | ------------------ | -------------------------- | --- | ------------------------ |
| 1991 | Petra             | Vereinigte Staaten | Beyond Belief              | - Phil Keaggy – Find Me in These Fields - Mylon & Broken Heart – Crank It Up - Eddie DeGarmo – Phase II - Charlie Peacock – The Secret of Time                                    |                          |
| 1992 | Russ Taff         | Vereinigte Staaten | Under Their Influence      | - Kim Hill – Brave Heart - DeGarmo & Key – Go to the Top - DC Talk – Nu Thang - Margaret Becker – Simple House                                                                    |                          |
| 1993 | Petra             | Vereinigte Staaten | Unseen Power               | - White Heart – Tales of Wonder - Pray for Rain – Pray for Rain - Geoff Moore and the Distance – A Friend Like U - Newsboys – Not Ashamed                                         |                          |
| 1994 | DC Talk           | Vereinigte Staaten | Free at Last               | - Phil Keaggy – Crimson and Blue - Geoff Moore and the Distance – Evolution - DeGarmo & Key – Heat it Up - Disciples of Christ – Pullin’ No Punches                               |                          |
| 1995 | Petra             | Vereinigte Staaten | Wake-Up Call               | - Steve Taylor – Squint - Newsboys – Going Public - DeGarmo & Key – To Extremes - verschiedene Künstler – Strong Hand of Love                                                     |                          |
| 1996 | Ashley Cleveland  | Vereinigte Staaten | Lesson of Love             | - Big Tent Revival – Big Tent Revival - Jars of Clay – Jars of Clay - Geoff Moore and the Distance – Home Run! - Petra – No Doubt                                                 |                          |
| 1997 | DC Talk           | Vereinigte Staaten | Jesus Freak                | - Audio Adrenaline – Bloom - Rebecca St. James – God - Newsboys – Take Me to Your Leader - Big Tent Revival – Open All Nite                                                       |                          |
| 1998 | DC Talk           | Vereinigte Staaten | Welcome to the Freak Show  | - Third Day – Conspiracy No. 5 - Smalltown Poets – Smalltown Poets - Geoff Moore and the Distance – Threads - All Star United – All Star United                                   |                          |
| 1999 | Ashley Cleveland  | Vereinigte Staaten | You Are There              | - Sixpence None the Richer – Sixpence None the Richer - Petra – God Fixation - Big Tent Revival – Amplifier - Audio Adrenaline – Some Kind of Zombie                              |                          |
| 2000 | Rebecca St. James | Australien         | Pray                       | - Third Day – Time - Gospel Gangstaz – I Can See Clearly Now - Big Tent Revival – Choose Life - Audio Adrenaline – Underdog                                                       |                          |
| 2001 | Petra             | Vereinigte Staaten | Double Take                | - Third Day – Offerings: A Worship Album - Switchfoot – Learning to Breathe - Smalltown Poets – Third Verse - Jennifer Knapp – Lay It Down                                        |                          |
| 2002 | DC Talk           | Vereinigte Staaten | Solo                       | - The Choir – Flap Your Wings - T-Bone – Tha Last Street Preacha - Sonicflood – Sonicpraise - Big Tent Revival – Big Tent Revival Live                                            |                          |
| 2003 | Third Day         | Vereinigte Staaten | Come Together              | - TobyMac – Momentum - Jennifer Knapp – The Way I Am - GRITS – The Art of Translation - Audio Adrenaline – Lift                                                                   |                          |
| 2004 | Audio Adrenaline  | Vereinigte Staaten | Worldwide                  | - Robert Randolph and the Family Band – Unclassified - Relient K – Two Lefts Don't Make a Right...but Three Do - Petra – Jekyll and Hyde - Freshie – Red Letterz                  |                          |
| 2005 | Third Day         | Vereinigte Staaten | Wire                       | - TobyMac – Welcome to Diverse City - Verschiedene Künstler – Holy Hip Hop: Taking Gospel to the Streets - Tait – Lose This Life - Skillet – Collide - Sarah Kelly – Take Me Away |                          |
| 2006 | Audio Adrenaline  | Vereinigte Staaten | Until My Heart Caves In    | - Day of Fire – Day of Fire - Fresh I.E. – Truth Is Fallin' in Tha Streetz - GRITS – Dichotomy B - The Cross Movement – Higher Definition                                         |                          |
| 2007 | Jonny Lang        | Vereinigte Staaten | Turn Around                | - T-Bone – Bone-A-Fide - Red – End of Silence - DecembeRadio – DecembeRadio - Sarah Kelly – Where the Past Meets Today                                                            |                          |
| 2008 | Ashley Cleveland  | Vereinigte Staaten | Before the Daylight’s Shot | - Skillet – Comatose - Pillar – The Reckoning - Da' T.R.U.T.H. – Open Book - The Cross Movement – HIStory: Our Place in His Story                                                 |                          |
| 2009 | TobyMac           | Vereinigte Staaten | Alive and Transported      | - Superchick – Rock What You Got - Sanctus Real – We Need Each Other - Flame – Our World: Redeemed - After Edmund – Hello                                                         |                          |
| 2010 | Third Day         | Vereinigte Staaten | Live Revelations           | - John Wells the Tonic – The Dash - Red – Innocence & Instinct - Decyfer Down – Crash - Da' T.R.U.T.H. – The Big Picture                                                          |                          |
| 2011 | Switchfoot        | Vereinigte Staaten | Hello Hurricane            | - Lecrae – Rehab - Gungor – Beautiful Things - Fireflight – For Those Who Wait - David Crowder Band – Church Music                                                                |                          |